# Równanie pędu Cauchy’ego
Równanie pędu Cauchy’ego – wektorowe równanie różniczkowe cząstkowe zaproponowane przez Cauchy’ego, które opisuje nierelatywistyczny transport pędu w ośrodku ciągłym. Dane jest ono następująco:
{\displaystyle \rho {\frac {d{\vec {v}}}{dt}}=\nabla \cdot {\boldsymbol {\sigma }}+\rho {\vec {f}}}
gdzie:
{\displaystyle \rho \;\mathrm {[kg/m^{3}]} } – gęstość,
{\displaystyle d{\vec {v}}/dt=\partial _{t}{\vec {v}}+{\vec {v}}\cdot \nabla {\vec {v}}\;\mathrm {[m/s^{2}]} } – pochodna substancjalna prędkości,
{\displaystyle \nabla \;\mathrm {[1/m]} } – operator nabla,
{\displaystyle {\boldsymbol {\sigma }}\;\mathrm {[Pa=N/m^{2}]} } – tensor naprężenia,
{\displaystyle {\vec {f}}\;\mathrm {[m/s^{2}]} } – przyspieszenie związane z siłami masowymi.
Jest to równanie wektorowe (tzn. jego rozwiązaniem jest pole wektorowe), które po rozwinięciu w układzie kartezjańskim ma postać trzech równań – po jednym dla każdej składowej wynikowego pola wektorowego:
{\displaystyle {\begin{aligned}x&:&\rho \left({\frac {\partial u}{\partial t}}+u{\frac {\partial u}{\partial x}}+v{\frac {\partial u}{\partial y}}+w{\frac {\partial u}{\partial z}}\right)&={\frac {\partial \sigma _{xx}}{\partial x}}+{\frac {\partial \sigma _{yx}}{\partial y}}+{\frac {\partial \sigma _{zx}}{\partial z}}+\rho f_{x}\\[8pt]y&:&\rho \left({\frac {\partial v}{\partial t}}+u{\frac {\partial v}{\partial x}}+v{\frac {\partial v}{\partial y}}+w{\frac {\partial v}{\partial z}}\right)&={\frac {\partial \sigma _{xy}}{\partial x}}+{\frac {\partial \sigma _{yy}}{\partial y}}+{\frac {\partial \sigma _{zy}}{\partial z}}+\rho f_{y}\\[8pt]z&:&\rho \left({\frac {\partial w}{\partial t}}+u{\frac {\partial w}{\partial x}}+v{\frac {\partial w}{\partial y}}+w{\frac {\partial w}{\partial z}}\right)&={\frac {\partial \sigma _{xz}}{\partial x}}+{\frac {\partial \sigma _{yz}}{\partial y}}+{\frac {\partial \sigma _{zz}}{\partial z}}+\rho f_{z}\end{aligned}}}
Układ nie jest zamknięty, gdyż mamy tylko 3 równania a 13 niewiadomych tj. {\displaystyle \rho } (skalar – 1 niewiadoma), {\displaystyle {\vec {v}}} (vektor – 3 niewiadome), {\displaystyle {\boldsymbol {\sigma }}} (macierz – 9 niewiadomych). Poza tym {\displaystyle t,x,y,z,{\vec {f}}} są wiadome w ramach warunków początkowych/brzegowych.
| Detale dotyczące {\displaystyle \nabla \cdot {\boldsymbol {\sigma }}} |
| --- |
| Dla {\displaystyle \nabla \cdot {\boldsymbol {\sigma }}} operacja „{\displaystyle \cdot }” pomiędzy operatorem nabla {\displaystyle \nabla } a tensorem naprężenia {\displaystyle {\boldsymbol {\sigma }}} NIE JEST mnożeniem macierzy – nie można użyć lewostronnego mnożenia pomiędzy wektorem kontrawariantnym (kolumnowym; „pionowym”; co wynika z definicji operatora) a macierzą. Wyrażenie {\displaystyle \nabla \cdot {\boldsymbol {\sigma }}} ma tylko symboliczne znaczenie. Standardowo dywergencja jest zdefiniowana jako operator na polu wektorowym (jako Iloczyn skalarny pomiędzy operatorem nabla i wektorem (więcej: Pochodna kowariantna)), ale może zostać rozszerzona na pola tensorowe 2 rzędu (macierze), jednak w tym przypadku mamy do czynienia z inną operacją: {\displaystyle \nabla \cdot {\boldsymbol {\sigma }}={\cfrac {\partial \sigma _{ki}}{\partial x_{k}}}~\mathbf {e} _{i}=\sigma _{ki,k}~\mathbf {e} _{i}}. W ogólności mamy {\displaystyle \nabla \cdot {\boldsymbol {\sigma }}\neq \mathrm {div} ({\boldsymbol {\sigma }})=\nabla \cdot {\boldsymbol {\sigma }}^{T}.} W kartezjańskim układzie współrzędnych możemy tę operację zapisać jako mnożenie macierzy (poniżej używamy „pusty” symbol mnożenia) w następujący sposób: {\displaystyle \nabla \cdot {\boldsymbol {\sigma }}=(\nabla ^{T}{\boldsymbol {\sigma }})^{T}=\left({\begin{bmatrix}{\frac {\partial }{\partial x}}\\{\frac {\partial }{\partial y}}\\{\frac {\partial }{\partial z}}\end{bmatrix}}^{T}{\begin{bmatrix}\sigma _{xx}&\sigma _{xy}&\sigma _{xz}\\\sigma _{yx}&\sigma _{yy}&\sigma _{yz}\\\sigma _{zx}&\sigma _{zy}&\sigma _{zz}\end{bmatrix}}\right)^{T}=\left(\left[{\tfrac {\partial }{\partial x}}\ \ {\tfrac {\partial }{\partial y}}\ \ {\tfrac {\partial }{\partial z}}\right]{\begin{bmatrix}\sigma _{xx}&\sigma _{xy}&\sigma _{xz}\\\sigma _{yx}&\sigma _{yy}&\sigma _{yz}\\\sigma _{zx}&\sigma _{zy}&\sigma _{zz}\end{bmatrix}}\right)^{T}={\begin{bmatrix}{\frac {\partial \sigma _{xx}}{\partial x}}+{\frac {\partial \sigma _{yx}}{\partial y}}+{\frac {\partial \sigma _{zx}}{\partial z}}\\{\frac {\partial \sigma _{xy}}{\partial x}}+{\frac {\partial \sigma _{yy}}{\partial y}}+{\frac {\partial \sigma _{zy}}{\partial z}}\\{\frac {\partial \sigma _{xz}}{\partial x}}+{\frac {\partial \sigma _{yz}}{\partial y}}+{\frac {\partial \sigma _{zz}}{\partial z}}\end{bmatrix}}} gdzie rezultat (po prawej) jest kolumnowym wektorem, {\displaystyle \mathbb {\ } ^{T}} oznacza transpozycję. Transpozycja operatora nabla w powyższych równaniach pozwala na użycie lewostronnego mnożenia macierzy (od drugiej równości), kolejna transpozycja (wykonana po mnożeniu macierzowym) zmienia rezultat z wektora wierszowego na kolumnowy (kontrawariantnym) co powzowli na dodawanie pozostałych składowych równania pędu (które są wektorami kolumnowymi) jak np. {\displaystyle \rho {\vec {f}}.} Dla przypadku gdy sigma jest tensorem symetrycznym {\displaystyle \sigma _{ij}=\sigma _{ji}} (np. dla płynu Newtonowskiego w równaniach Naviera-Stokesa bazujących na równaniu pędu Cauchego) zachodzi {\displaystyle \nabla \cdot {\boldsymbol {\sigma }}=\mathrm {div} ({\boldsymbol {\sigma }}).} Jednak w ogólności nie powinniśmy mylić operacji {\displaystyle \nabla \cdot {\boldsymbol {\sigma }}} z operacją {\displaystyle \mathrm {div} ({\boldsymbol {\sigma }})} która dla niesymetrycznego tensora sigma (używanym np. dla modelowania płynów nienewtonowskich jak polimery) daje inne rezultaty[3] |

## Wyprowadzenie różniczkowe
Wychodzimy od uogólnionej zasady zachowania pędu, którą można zapisać następująco: „zmiana pędu układu jest proporcjonalna do siły wypadkowej działającej na ten układ” wyraża się ona wzorem:
{\displaystyle {\vec {p}}(t+\Delta t)-{\vec {p}}(t)=\Delta t{\vec {\bar {F}}}}
gdzie:
{\displaystyle {\vec {p}}(t)} – pęd w chwili {\displaystyle t,}
{\displaystyle {\vec {\bar {F}}}} – uśredniona w czasie {\displaystyle \Delta t} siła.
Po podzieleniu przez {\displaystyle \Delta t} i przejściu do granicy {\displaystyle \Delta t\to 0} otrzymujemy:
{\displaystyle {\frac {d{\vec {p}}}{dt}}={\vec {F}}}
Skupimy się teraz kolejno na wyznaczeniu lewej, a następnie prawej strony powyższego równania dla stałej masy w różniczkowej sześciennej objętości kontrolnej (czyli elemencie ciała) której pęd i działające nań siły chcemy zbadać. Na koniec zestawimy lewą i prawą stronę powyższego równania, otrzymując równanie Pędu Cauchy’ego.

### Zacznijmy od prawej strony równania

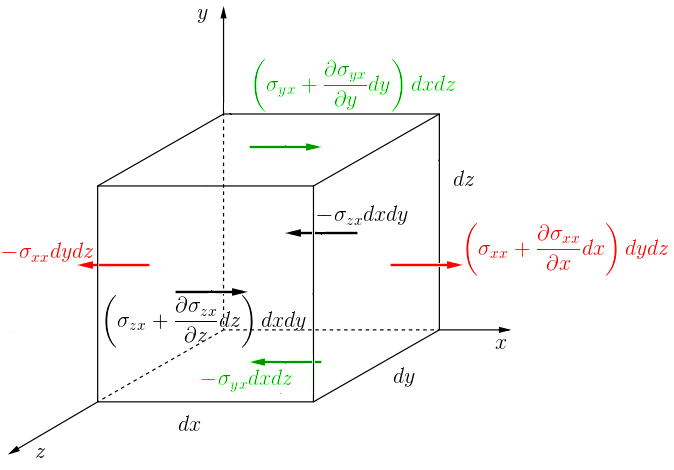
Składowa X sił działających na ścianki sześciennego elementu płynu (zielone dla górnej-dolnej ścianki; czerwone dla lewej-prawej; czarne dla przedniej-tylnej).

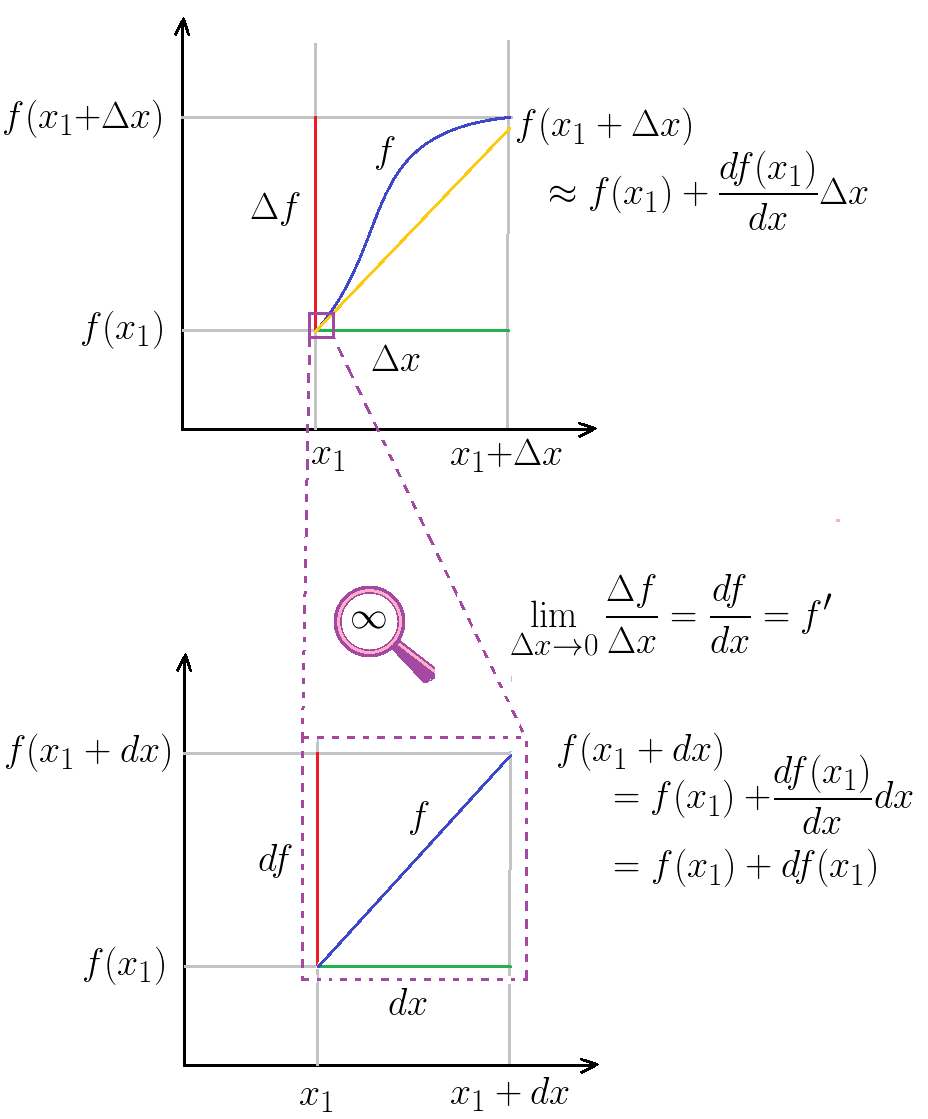
Na górnym wykresie widzimy przybliżenie funkcji (niebieska linia) za pomocą różnicy skończonej (żółta linia). Na dolnym wykresie jest „nieskończenie wiele razy powiększone otoczenie punktu ” (fioletowy kwadracik z górnego wykresu). Na dolnym wykresie żółta linia nie została naniesiona. Na rysunku użyto dwóch równoważnych oznaczeń pochodnej ponadto oznaczono

Siły dzielimy na masowe i powierzchniowe
{\displaystyle {\vec {F}}={\vec {F}}_{p}+{\vec {F}}_{m}}
Na ścianki objętości kontrolnej działają siły powierzchniowe. Składowa X tych sił (w formie iloczynu naprężenia i pola powierzchni np. {\displaystyle -\sigma _{xx}dydz\ \mathrm {[Pa\cdot m\cdot m={\frac {N}{m^{2}}}\cdot m\cdot m=N]} }), dla każdej ścianki, została umieszczona na rysunku z elementem sześciennym.
| Wyjaśnienie wartości sił (przybliżeń i znaków minus) na ściankach sześcianu |
| --- |
| Wyjaśnienia wymaga dlaczego przy naprężeniach na ściankach leżących na osiach współrzędnych mamy znak minus (np. na lewej ściance mamy wartość {\displaystyle -\sigma _{xx}}). Dla uproszczenia skupmy się na lewej ściance z naprężeniem {\displaystyle -\sigma _{xx}.} Znak minus spowodowany jest tym, że wektor normalny do tej ścianki {\displaystyle {\vec {n}}=[-1,0,0]=-{\vec {e}}_{x}} jest ujemnym wektorem jednostkowym. Wówczas przy obliczaniu wektora naprężenia z definicji {\displaystyle {\vec {s}}={\vec {n}}\cdot {\boldsymbol {\sigma }}=[-\sigma _{xx},-\sigma _{xy},-\sigma _{xy}]} zatem składowa x tego wektora to {\displaystyle s_{x}=-\sigma _{xx}} (podobne rozumowanie używamy dla naprężeń na ściance dolnej i tylnej tj.: {\displaystyle -\sigma _{yx},-\sigma _{zx}}). Drugim elementem wymagającym wyjaśnienia jest przybliżenie wartości naprężeń na ściankach przeciwległych do ścianek leżących na osiach. Skupmy się na ściance prawej na której naprężenie jest przybliżeniem naprężenia {\displaystyle \sigma _{xx}} ze ścianki lewej w punktach o wsp. {\displaystyle x+dx} i wynosi ono {\displaystyle \sigma _{xx}+{\frac {\partial \sigma _{xx}}{\partial x}}dx.} To przybliżenie wzięło się z zastosowania wzoru Taylora na przybliżenie funkcji tj.: {\displaystyle \sigma _{xx}(x+dx)=\sigma _{xx}(x)+dx{\frac {\partial \sigma _{xx}(x)}{\partial x}}+{\frac {dx^{2}}{2}}{\frac {\partial ^{2}\sigma _{xx}(x)}{\partial x^{2}}}+...} Ponieważ wartość {\displaystyle dx^{2}} jest nieskończenie mniejsza od wartości {\displaystyle dx} więc wszystkie wyrazy z {\displaystyle dx} w potęgach wyższych niż jeden możemy porzucić, uznając za nieistotne (argument Leibnitza - związany z iloczynem pochodnych). W ten sposób otrzymaliśmy szukane przybliżenie naprężenia na przeciwległej ściance. Bardziej intuicyjne przedstawienie przybliżenia wartości {\displaystyle \sigma _{xx}} w punkcie {\displaystyle x+dx} obrazuje rysunek pod sześcianem. Podobne rozumowanie przeprowadzamy dla przybliżeń naprężeń {\displaystyle \sigma _{yx},\sigma _{zx}} |
Sumując siły (ich składowe X) działające na każdą ze ścian, otrzymujemy:
{\displaystyle F_{p}^{x}=(\sigma _{xx}+{\frac {\partial \sigma _{xx}}{\partial x}}dx)dydz-\sigma _{xx}dydz+(\sigma _{yx}+{\frac {\partial \sigma _{yx}}{\partial y}}dy)dxdz-\sigma _{yx}dxdz+(\sigma _{zx}+{\frac {\partial \sigma _{zx}}{\partial z}}dz)dxdy-\sigma _{zx}dxdy}
Po uporządkowaniu {\displaystyle F_{p}^{x}} oraz po wykonaniu podobnego rozumowania dla składowych {\displaystyle F_{p}^{y},F_{p}^{z}} (nie ma ich na rysunku – będą to wektory równoległe odpowiednio do osi Y i Z) otrzymamy:
{\displaystyle F_{p}^{x}={\frac {\partial \sigma _{xx}}{\partial x}}dxdydz+{\frac {\partial \sigma _{yx}}{\partial y}}dydxdz+{\frac {\partial \sigma _{zx}}{\partial z}}dzdxdy}
{\displaystyle F_{p}^{y}={\frac {\partial \sigma _{xy}}{\partial x}}dxdydz+{\frac {\partial \sigma _{yy}}{\partial y}}dydxdz+{\frac {\partial \sigma _{zy}}{\partial z}}dzdxdy}
{\displaystyle F_{p}^{z}={\frac {\partial \sigma _{xz}}{\partial x}}dxdydz+{\frac {\partial \sigma _{yz}}{\partial y}}dydxdz+{\frac {\partial \sigma _{zz}}{\partial z}}dzdxdy}
W zapisie operatorowym możemy to wówczas zapisać:
{\displaystyle {\vec {F}}_{p}=(\nabla \cdot {\boldsymbol {\sigma }})dxdydz}
Na wnętrze objętości kontrolnej działają siły masowe, które zapiszemy z wykorzystaniem pola przyspieszenia {\displaystyle {\vec {f}}} (którym może być np. przyspieszenie ziemskie {\displaystyle {\vec {g}}}):
{\displaystyle {\vec {F}}_{m}=\rho {\vec {f}}dxdydz}

### Lewa strona równania
Wyznaczmy pęd:
{\displaystyle {\vec {p}}=m{\vec {v}}=\rho {\vec {v}}dxdydz}
Ponieważ założyliśmy, że badana masa jest stała więc
{\displaystyle {\frac {d{\vec {p}}}{dt}}=\rho {\frac {d{\vec {v}}}{dt}}dxdydz}

### Porównanie lewej i prawej strony równania
Otrzymamy:
{\displaystyle \rho {\frac {d{\vec {v}}}{dt}}dxdydz=(\nabla \cdot {\boldsymbol {\sigma }})dxdydz+\rho {\vec {f}}dxdydz}
Dzieląc przez {\displaystyle dxdydz,} dostaniemy:
{\displaystyle \rho {\frac {d{\vec {v}}}{dt}}=\nabla \cdot {\boldsymbol {\sigma }}+\rho {\vec {f}}}
co kończy wywód.